# الدوري الكويتي 1971–72
أقيمت بطولة الدوري الكويتي الحادية عشر في موسم 1971/1972، وقد حقق لقب البطولة نادي الكويت للمرة الثالثة في تاريخه، وكان قد تعادل بالنقاط مع نادي القادسية الكويتي، وكان نادي القادسية الكويتي متفوق بفارق الأهداف، ولكن تم لعب مباراة فاصلة، وفاز فيها نادي الكويت.

## ترتيب الفرق
| الفريق                | لعب | فاز | تعادل | خسر | له | عليه | النقاط |
| --------------------- | --- | --- | ----- | --- | -- | ---- | ------ |
| نادي القادسية الكويتي | 12  | 9   | 2     | 1   | 25 | 6    | 20     |
| نادي الكويت           | 12  | 9   | 2     | 1   | 24 | 7    | 20     |
| نادي اليرموك          | 12  | 7   | 0     | 5   | 21 | 13   | 14     |
| نادي العربي           | 12  | 5   | 4     | 3   | 16 | 11   | 14     |
| نادي كاظمة            | 12  | 3   | 3     | 6   | 24 | 21   | 9      |
| نادي خيطان            | 12  | 1   | 3     | 8   | 8  | 24   | 5      |
| نادي الفحيحيل         | 12  | 0   | 2     | 10  | 3  | 39   | 2      |

### المباراة الفاصلة
- نادي الكويت × نادي القادسية الكويتي (0:1)

## أرقام من البطولة
- أكثر الفرق تحقيقا للفوز هما نادي القادسية الكويتي ونادي الكويت بتسعة انتصارات.
- أقل الفرق تحقيقا للفوز هو نادي الفحيحيل حيث لم يفز.
- أقل الفرق تعرضا للخسارة هما نادي القادسية الكويتي ونادي الكويت بخسارة واحدة.
- أكثر الفرق تعرضا للخسارة هو نادي الفحيحيل بعشرة خسائر.
- أكثر الفرق تحقيقا للتعادل هو نادي العربي الكويتي بأربعة تعادلات.
- أقل الفرق تحقيقا للتعادل هو نادي اليرموك حيث لم يتعادل.
- أكثر الفرق تسجيلا للأهداف هو نادي القادسية الكويتي ب25 هدف.
- أقل الفرق تسجيلا للأهداف هو نادي الفحيحيل بثلاثة أهداف.
- أكثر الفرق استقبالا للأهداف هو نادي الفحيحيل ب39 هدف.
- أقل الفرق استقبالا للأهداف هو نادي القادسية الكويتي ب6 أهداف.